# Лаура-Синтия Черняускайте
Лаура-Синтия Черняускайте (на литовски: Laura Sintija Černiauskaitė) е литовска журналистка, драматург, поет и писател на произведения в жанра драма и лирика.

## Биография и творчество
Лаура-Синтия Черняускайте е родена на 8 декември 1976 г. във Вилнюс, Литва. След завършване през 1994 г. на гимназията във Вилнюс, започва да учи телевизионна режисура в Литовската музикална академия, но отпада. През 1996 г. започва да учи задочно литовска филология във Вилнюския университет.
В периода 1998 – 1999 г. работи като журналист на свободна практика в сп. „Malonumas“. През 2000 г. е езиков редактор на детското списание „Genys“, а в периода 2001 – 2002 г. е журналист към списание за млади майки „Tavo vaikas“ (Вашето дете).
През 2002 г. участва в уъркшопите за младите драматурзи на международния театрален фестивал „Биенале Бониер“.
Първата ѝ книга, сборникът с разкази „Trys paros prie mylimosios slenksčio“ (Три дни на прага на любим човек), които пише в гимназията, е публикувана през 1994 г. и печели награда за първа книга. През 2003 г. е издаден сборникът ѝ с пиеси, проза и поезия „Liučė čiuožia“.
През 2001 г. дебютира като драматург с пиесата „Išlaisvink auksinį kumeliuką“ (Освободете златното жребче). През 2004 г. пиесата ѝ „Liučė čiužia“ печели Първа награда на международния фестивал за драма „Theatertreffen“ в Берлин. От 2004 г. е член на Съюза на литовските писатели.
Първият ѝ роман „Дихание към мрамора“ е издаден през 2006 г. Той е драматичен разказ за семейството и за взаимоотношенията между мъжете и жените, самотата и копнежите, израстването и узряването в житейския път след поредица от трагични загуби. Главната героиня, младата художничка Изабеле, и семейството ѝ, осиновяват Иля, своенравно сираче с мрачен характер, с което живота им се преобръща завинаги. Книгата получава наградата за литература на Европейския съюз за 2009 г.
През 2008 г. е издаден романа ѝ „Праговете на Бенедикт“, с който отново поставя темата за болезнения период на съзряването на младата личност. Един ден малкият Бен – Бенедикт слиза от на непознато място и майка му го изпраща сам по стръмна пътека към малко селце, където той трябва да намери баща си поемайки своя път в живота преодолявайки трудности и лишения, загуби и предизвикателства. Книгата получава наградата „Казимирас Баренас“.
Романът ѝ „Medaus mėnuo“ (Меден месец) от 2011 г. е удостоена с наградата „Юрга Иванаускайтес“.
Нейният съпруг е литературния критик Регимантас Тамошаитис.
Лаура-Синтия Черняускайте живее със семейството си във Вилнюс.

## Произведения
- Trys paros prie mylimosios slenksčio (1994) – разкази
- Liučė čiuožia (2003) – пиеси и поезия
- Artumo jausmas (2005) – разкази, новели и пиеси
- Kvėpavimas į marmurą (2006) – роман, награда за литература на Европейския съюз
Дихание към мрамора, изд.: ИК „Панорама“, София (2008), прев. Антония Пенчева
- Benedikto slenksčiai (2008) – роман, награда „Казимирас Баренас“
Праговете на Бенедикт, изд.: ИК „Панорама“, София (2013), прев. Антония Пенчева
- Kambarys jazmino krūme (2009) – разкази
- Medaus mėnuo (2011) – роман, награда „Юрга Иванаускайтес“
- Žiema, kai gimė Pašiauštaplunksnis (2014) – разказ
- Hepi fjūčer (2015) – новели, с Рената Шерелете
- Nauja vėjo rūšis: eilėraščiai (2015)
- Šulinys (2018) – роман

### Пиеси
- Išlaisvink auksinį kumeliuką (2001)
- Liučė čiužia (2003)